# The Pentateuch of the Cosmogony
The Pentateuch of the Cosmogony är ett instrumentalt dubbelalbum av den engelske keyboard-spelaren Dave Greenslade, illustrerat av Patrick Woodroffe som också författat boktexten. Omslaget är en bok i storleken 30x30 centimeter.
Titeln betyder ungefär de fem första böckerna i skapelsen. Berättelsen och bilderna kretsar kring upptäckten av ett övergivet rymdskepp i omloppsbana kring Jupiter, och projektet att tyda ideogrammen i pentateuchdokumentet. Större delen av boken är en återgivning av dokumentet, på samma sätt som en modern översättare skulle återge innehållet på en babylonisk lertavla eller en egyptisk papyrusrulle.
Albumet var Dave Greenslades andra soloalbum efter upplösningen av Greenslade, och påminde till skillnad från det första albumet som präglats av progressiv symfonirock, mera om de verk som Tangerine Dream och Vangelis producerade vid denna tidpunkt. Dave Greenslade spelar alla klaviaturinstrument själv. Medverkande på trummor är Phil Collins och John Lingwood.
Det höga priset kombinerat med ändrade trender under 1970-talets andra hälft (mot punk och disco) bidrog till att albumet inte såldes i några större upplagor. Det har återutgivits på enkel-CD under 1990-talet, dock med de storslagna illustrationerna i ett betydligt mindre format.